# Medalla de Oro de la Generalidad de Cataluña
La Medalla de Oro de la Generalidad de Cataluña (oficialmente, en catalán, Medalla d'Or de la Generalitat de Catalunya) es una distinción honorífica otorgada por la Generalidad de Cataluña con la que el gobierno catalán distingue cada año, desde 1978, a una persona o entidad que hayan destacado por su labor en los ámbitos político, social, económico, cultural o científico, ayudando a incrementar y difundir el patrimonio cultural de Cataluña.
La Medalla de Oro está considerada, junto al Premio Cruz de Sant Jordi y el Premio Internacional Cataluña, una de las distinciones más prestigiosas que se conceden en Cataluña.
Sin dotación económica, tiene un carácter estrictamente honorífico. Las personas distinguidas con la Medalla de Oro tienen derecho a recibir el tratamiento de «Excelentísimo Señor» en los actos oficiales que se realizan en Cataluña. Este derecho tiene carácter vitalicio.
La Medalla de Oro es otorgada por el Gobierno de la Generalidad de Cataluña en la reunión anterior al 11 de septiembre de cada año, con motivo de la celebración de La Diada, y es entregada por el Presidente de la Generalidad de Cataluña en un acto solemne.

## Historial
| Edición                  | Año  | Condecoración                                                  | Ámbito                          |
| ------------------------ | ---- | -------------------------------------------------------------- | ------------------------------- |
|                          | 2022 | Roser Capdevila                                                |                                 |
| Antoni Vila Casas        | 2022 |                                                                |                                 |
|                          | 2021 | Arcadi Oliveres                                                |                                 |
| Josefina Castellví       | 2021 |                                                                |                                 |
|                          | 2020 | Lluís Llach                                                    |                                 |
| Teresa Codina            | 2020 |                                                                |                                 |
|                          | 2019 | Anna Cabré i Pla                                               |                                 |
| Josep Vallverdú i Aixelà | 2019 |                                                                |                                 |
|                          | 2018 | Carme Forcadell i Lluís                                        |                                 |
| Carles Viver i Pi-Sunyer | 2018 |                                                                |                                 |
| RCR Arquitectes          | 2018 |                                                                |                                 |
| 31.ª                     | 2016 | Muriel Casals, a título póstumo                                | Economía y política             |
| 30ª                      | 2015 | Joan Rodés Teixidor                                            | Medicina                        |
| 30ª                      | 2015 | Josep Maria Espinàs                                            | Literatura                      |
| 30ª                      | 2015 | Neus Català                                                    | Dignidad Social                 |
| 29ª                      | 2014 | Jordi Savall                                                   | Música                          |
| 28ª                      | 2013 | Oriol Bohigas                                                  | Arquitectura                    |
| 28ª                      | 2013 | Max Cahner, a título póstumo                                   | Filología y política            |
| 28ª                      | 2013 | Lluís Martínez Sistach                                         | Religión                        |
| 27ª                      | 2012 | Josep Maria Ainaud de Lasarte                                  | Historia y política             |
| 27ª                      | 2012 | Antoni Maria Badia                                             | Filología y lingüística         |
| 26ª                      | 2011 | Heribert Barrera, a título póstumo                             | Política                        |
| 25ª                      | 2010 | Jordi Solé Tura, a título póstumo                              | Política                        |
| 25ª                      | 2010 | Instituto de Estudios Catalanes                                | Cultura                         |
| 25ª                      | 2010 | Abadía de Poblet                                               | Religión                        |
| 24ª                      | 2009 | Pueblo mexicano                                                | Acogida exiliados republicanos  |
| 24ª                      | 2009 | Bomberos de la Generalidad de Cataluña                         | Servicio                        |
| 23ª                      | 2008 | Montserrat Carulla                                             | Actuación                       |
| 23ª                      | 2008 | Moisès Broggi                                                  | Medicina                        |
| 22ª                      | 2007 | Pasqual Maragall                                               | Política                        |
| 22ª                      | 2007 | Jordi Pujol, retirada con motivo de un escándalo de corrupción | Política                        |
| 21.ª                     | 2006 | Antoni Gutiérrez Díaz                                          | Política                        |
| 20.ª                     | 2005 | Gregorio López Raimundo                                        | Política                        |
| 19.ª                     | 2004 | Joan Oró                                                       | Ciencia                         |
| 19.ª                     | 2004 | Joan Reventós, a título póstumo                                | Política                        |
| 19.ª                     | 2004 | Caja de Ahorros y Pensiones de Barcelona                       | Banca                           |
| 18.ª                     | 2003 | Josep Maria Castellet                                          | Literatura                      |
| 18.ª                     | 2003 | Francesc Candel                                                | Literatura                      |
| 18.ª                     | 2003 | Ramón Margalef                                                 | Ciencia y ecología              |
| 18.ª                     | 2003 | Joaquim Molas                                                  | Literatura                      |
| 18.ª                     | 2003 | Antoni Pladevall                                               | Literatura                      |
| 17.ª                     | 2001 | Joan Triadú                                                    | Literatura                      |
| 17.ª                     | 2001 | Hospital de la Santa Cruz y San Pablo                          | Sanidad                         |
| 17.ª                     | 2001 | Jordi Carbonell                                                | Filología y política            |
| 16.ª                     | 2000 | Pierre Vilar                                                   | Historia                        |
| 16.ª                     | 2000 | Josep Benet                                                    | Literatura                      |
| 15.ª                     | 1999 | Miquel Martí i Pol                                             | Literatura                      |
| 15.ª                     | 1999 | Xavier Montsalvatge                                            | Música                          |
| 14.ª                     | 1997 | Jaume Aragall                                                  | Música                          |
| 14.ª                     | 1997 | Raimon Pelegero                                                | Música                          |
| 14.ª                     | 1997 | Abadía de Montserrat                                           | Religión                        |
| 13.ª                     | 1993 | Ramon Roca-Puig                                                | Religión                        |
| 12.ª                     | 1991 | Narcís Jubany                                                  | Religión                        |
| 11.ª                     | 1990 | Ramon Aramon                                                   | Literatura y filología          |
| 10.ª                     | 1988 | Federico Mayor Zaragoza                                        | Política                        |
| 10.ª                     | 1988 | Raimon Noguera                                                 | Notaría                         |
| 10.ª                     | 1988 | Joan Sardà i Dexeus                                            | Economía                        |
| 10.ª                     | 1988 | Miquel Coll                                                    | Política                        |
| 9.ª                      | 1986 | Frederic Marès                                                 | Escultura, pedagogía e historia |
| 8.ª                      | 1985 | Juan Antonio Samaranch                                         | Deporte                         |
| 8.ª                      | 1985 | Miquel Batllori                                                | Religión e historia             |
| 7.ª                      | 1984 | Josep Carreras                                                 | Música                          |
| 7.ª                      | 1984 | Antoni Clavé                                                   | Pintura                         |
| 6.ª                      | 1983 | Joan Fuster                                                    | Literatura                      |
| 6.ª                      | 1983 | Francesc de Borja Moll                                         | Literatura y filología          |
| 6.ª                      | 1983 | Antoni Tàpies                                                  | Pintura                         |
| 6.ª                      | 1983 | Alicia de Larrocha                                             | Música                          |
| 5.ª                      | 1982 | Montserrat Caballé                                             | Música                          |
| 5.ª                      | 1982 | Victoria de los Ángeles                                        | Música                          |
| 5.ª                      | 1982 | Apel·les Fenosa                                                | Escultura                       |
| 4.ª                      | 1981 | Joan Rebull                                                    | Escultura                       |
| 4.ª                      | 1981 | Josep Vicenç Foix                                              | Literatura                      |
| 4.ª                      | 1981 | Josep Lluís Sert                                               | Arquitectura                    |
| 4.ª                      | 1981 | Salvador Dalí                                                  | Pintura                         |
| 3.ª                      | 1980 | Josep Pla                                                      | Literatura                      |
| 3.ª                      | 1980 | Salvador Espriu                                                | Literatura                      |
| 3.ª                      | 1980 | Joan Coromines                                                 | Filología                       |
| 3.ª                      | 1980 | Frederic Mompou                                                | Música                          |
| 2.ª                      | 1979 | Pau Casals, a título póstumo                                   | Música                          |
| 1.ª                      | 1978 | Joan Miró                                                      | Pintura                         |